# Geococcus oryzae
Geococcus oryzae är en insektsart som först beskrevs av Kuwana 1907.  Geococcus oryzae ingår i släktet Geococcus och familjen ullsköldlöss. Inga underarter finns listade i Catalogue of Life.